# Metal Slug
Metal Slug é uma série de jogos de tiro estilo plataforma (Shoot 'em up) desenvolvido pela SNK, inicialmente lançados para arcade. Os jogos da série geralmente lidam com a luta contra o exército do general Morden e também contra extraterrestres.
Diante do sucesso da franquia, especialmente nos anos 90, foram lançadas várias sequências. Sua primeira versão, Metal Slug: Super Vehicle SV-001, foi lançada em 1996 para a plataforma Neo-Geo. O último foi lançado em 2018, para Playstation 4 e, posteriormente, para o Windows. Abaixo, segue uma lista com jogos da franquia:

## Jogos Publicados
| Título                               | Data de lançamento | Plataformas | Desenvolvedor                         |
| ------------------------------------ | ------------------ | --- | ------------------------------------- |
| Metal Slug: Awakening                | 2023               | Android, iOS | TiMi Studios                          |
| Metal Slug Tactics                   | 2022               | Nintendo Switch, Windows | Leikir Studio                         |
| Metal Slug Commander                 | 2020               | Android, iOS, Mac | SNK China Corporation                 |
| Metal Slug XX                        | 2018               | PlayStation 4, Windows | SNK USA Corporation                   |
| Metal Slug Attack                    | 2016               | Android, iOS | SNK Playmore Corporation              |
| Metal Slug Defense                   | 2014               | Android, iOS, Windows | SNK Playmore Corporation              |
| Metal Slug XX                        | 2010               | PSP, Xbox 360 | Atlus U.S.A., Inc.[carece de fontes?] |
| Metal Slug PC Collection             | 2009               | Windows | SNK Playmore Corporation              |
| Metal Slug 7                         | 2008               | Nintendo DS | Ignition Entertainment Ltd. USA       |
| Metal Slug Mobile 3                  | 2007               | J2ME | I-Play                                |
| Metal Slug: Anthology                | 2006               | PlayStation 2, PlayStation 3, PlayStation 4, PSP, Wii | SNK Playmore USA Corp.                |
| Metal Slug 6                         | 2006               | Arcade, PlayStation 2, PlayStation 3 | SNK Playmore Corporation              |
| Metal Slug                           | 2006               | PlayStation 2 | SNK Playmore Corporation              |
| Metal Slug: Mobile Impact            | 2005               | J2ME | I-Play                                |
| Metal Slug 4 & 5                     | 2005               | PlayStation 2, Xbox | SNK Playmore USA Corp.                |
| Metal Slug Advance                   | 2004               | Game Boy Advance | SNK NEOGEO USA Consumer Corporation   |
| Metal Slug: Mobile                   | 2004               | J2ME | Digital Bridges Ltd.                  |
| Metal Slug 5                         | 2003               | Arcade, Neo Geo, Nintendo Switch, PlayStation 2, PlayStation 3, PlayStation 4, Windows, Xbox, Xbox One                                                                                           | HAMSTER Corporation                   |
| Metal Slug Rampage!                  | 2003               | Browser |                                       |
| Metal Slug Rampage! 2                | 2003               | Browser |                                       |
| Metal Slug 4                         | 2002               | Arcade, Neo Geo, Nintendo Switch, PlayStation 2, PlayStation 3, PlayStation 4, Wii, Windows, Xbox, Xbox One                                                                                      | D4 Enterprise, Inc.                   |
| Metal Slug: Collector's Edition      | 2002               | Windows | SNK NeoGeo Korea                      |
| Metal Slug 2nd Mission               | 2000               | Neo Geo Pocket Color | SNK of America                        |
| Metal Slug 3                         | 2000               | Android, iOS, iPadOS, Arcade, Linux, Macintosh, Neo Geo, Nintendo Switch, PlayStation 2, PlayStation 3, PlayStation 4, PS Vita, Wii, Windows, Windows Apps, Xbox, Xbox 360, Xbox One             | D4 Enterprise, Inc.                   |
| Metal Slug X                         | 1999               | Android, iOS, iPadOS, Arcade, Linux, Macintosh, Neo Geo, Nintendo Switch, PlayStation, PlayStation 3, PlayStation 4, PSP, PS Vita, Wii, Windows, Windows Apps, Xbox One                          | Agetec, Inc.                          |
| Metal Slug 1st Mission               | 1999               | Neo Geo Pocket Color | SNK of America                        |
| Metal Slug 2: Super Vehicle - 001/II | 1998               | Android, iOS, iPadOS, Arcade, Linux, Macintosh, Browser, Neo Geo, Neo Geo CD, Nintendo Switch, PlayStation 3, PlayStation 4, PSP, Wii, Windows, Windows Apps, Xbox One                           | D4 Enterprise, Inc.                   |
| Metal Slug: Super Vehicle - 001      | 1996               | Android, iOS, iPadOS, Arcade, Linux, Macintosh, Neo Geo, Neo Geo CD, Nintendo Switch, PlayStation, PlayStation 3, PlayStation 4, PSP, PS Vita, SEGA Saturn, Wii, Windows, Windows Apps, Xbox One | D4 Enterprise, Inc.                   |